# Turn On the Bright Lights
Turn On the Bright Lights ist das Debütalbum der New Yorker Post-Punk-Revival-Band Interpol. Das Album wurde im November 2001 in den Tarquin Studios, Bridgeport in Connecticut aufgenommen und am 19. August 2002 in Großbritannien sowie am 20. August 2002 in den Vereinigten Staaten bei Matador Records veröffentlicht.
Das Album erreichte den Platz 101 in den UK Album Charts und Platz 158 der amerikanischen Billboard 200 des Jahres 2002. Das Album war 73 Wochen in den US Independent Charts vertreten und stieg bis in die Top 5 der Charts auf.

## Release
Dem Album ging 2002 unmittelbar die Veröffentlichung der EP Interpol am 4. Juni 2002 voraus. Die EP war die erste Zusammenarbeit mit dem Independent-Label Matador Records, während die früheren EPs bei kleineren Independent-Labels bzw. als Eigenproduktion vertrieben wurden. Auf der EP wurden drei Titel veröffentlicht, von denen PDA und NYC auch auf Turn On the Bright Lights erschienen. Der dritte Song Specialist wurde lediglich als Bonus-Song der japanischen, mexikanischen und australischen Bonus-Edition verwendet. Der im Jahr 2000 erstmals auf der Promo-EP Fukd ID #3 veröffentlichte Song PDA wurde schon im Vorfeld des Albumreleases als Radio-Single ausgekoppelt.
Das minimalistische Artwork für Turn On the Bright Lights wurde von Sean McCabe gestaltet, das Bandfoto im Booklet stammt von Andrew Zaeh. Der Titelname des Albums bezieht sich auf die Textzeile „It is up to me now, turn on the bright lights“ im Song NYC.

## Tracklist
1. Untitled – 3:56
2. Obstacle 1 – 4:11
3. NYC – 4:20
4. PDA – 4:59
5. Say Hello to the Angels – 4:28
6. Hands Away – 3:05
7. Obstacle 2 – 3:47
8. Stella Was a Diver and She Was Always Down – 6:28
9. Roland – 3:35
10. The New – 6:07
11. Leif Erikson – 4:00

### Bonustracks
Einige, meist auf früheren EPs veröffentlichte Songs oder Mitschnitte der John Peel Session wurden teilweise ergänzt durch Videos als Bonustracks für diverse Sondereditionen und Singleauskopplungen verwendet.

#### Bonustracks der japanischen und südkoreanischen Edition
Die in Japan und Südkorea 2002 erschienene Edition erhielt zwei Bonustracks:
- Interlude
- Specialist

Einer zweiten, in Japan veröffentlichten Version waren neben zwei Songs, die Interpol am 26. April 2001 in London bei der John Peel Session aufgenommen hatten, noch drei Videos beigefügt:
- Hands Away (John Peel Session)
- Obstacle 2 (John Peel Session)
- PDA (Video)
- NYC (Video)
- Obstacle 1 (Video)

#### Bonustracks der mexikanischen Edition
- Interlude
- Specialist
- PDA (Video)
- NYC (Video)
- Obstacle 1 (Video)

#### Bonustrack der australischen Edition
Die am 7. Oktober 2002 bei Matador und Remote-Controle veröffentlichte australische Edition enthielt zusätzlich den bereits im Juni 2002 auf der Interpol EP erschienenen Song:
- Specialist

## Single-Auskopplungen
1. PDA (Juli 2002)
2. Obstacle 1 (November 2002)
3. NYC (April 2003)
4. Say Hello to the Angels (April 2003)

## Vinyl
2007 wurde Turn On the Bright Lights nochmals als Doppel-LP 180g-Vinyl-Pressung verlegt.
- A1 Untitled
- A2 Obstacle 1
- A3 NYC
- A4 PDA
- A5 Say Hello to the Angels
- A6 Hands Away
- B1 Obstacle 2
- B2 Stella Was a Diver and She Was Always Down
- B3 Roland
- B4 The New
- B5 Leif Erikson

## Videos
Von Turn On the Bright Lights wurden drei Videos produziert. Das erste Musikvideo zu PDA entstand unter der Regie von Christopher Mills und erschien im Jahr 2002. Das Video zu PDA war bei den MTV Video Music Awards 2003 für den MTV2 Award nominiert.
Im gleichen Jahr wurde unter der künstlerischen Leitung von Floria Sigismondi das Video zu Obstacle 1  veröffentlicht.
Als drittes Video von dieser Platte erschien 2003 das von Doug Aitken und Adam Levite produzierte Video zum Song NYC.

## Tour
Im Juli 2002 begannen Interpol ihre „Turn On the Bright Lights“-Tour zunächst in Großbritannien. Im Sommer folgten zahlreiche Auftritte bei europäischen Festivals, unter anderem in Hasselt beim Pukkelpop-Festival. Auftritte in Deutschland folgten im Oktober 2002: München (Feierwerk), Schorndorf (Manufaktur), Frankfurt am Main (Asta Fest), Dresden (Star Club), Berlin (Knaack-Klub), Hamburg (Logo) und Köln (Gebäude 9).
Obwohl die Band noch keine vorderen Chartplatzierungen verzeichnen konnte, waren die drei Konzerte im Bowery Ballroom in New York kurz vor Weihnachten 2002 restlos ausverkauft.

## Chartplatzierungen
Turn On the Bright Lights wurde 2002 auf Platz 101 der UK Album Charts und auf Platz 158 der U.S. Billboard 200 gelistet.
2003 erreichte das Interpol-Debütalbum, das insgesamt 73 Wochen in den Charts der U.S. Billboard Independent Albums vertreten war, in der Spitze den Platz 5.
Von den Singles konnte sich 2003 die Arthur-Baker-Remix-Edition von Obstacle 1 in den britischen Singlecharts auf Platz 41 am besten platzieren, während das Original von diesem Song 2002 in der Spitze Platz 72 der UK Singles Charts erreichte.
Die Doppelauskopplung von Say Hello to the Angels und PDA war in den britischen Single-Charts 2003 am besten auf Platz 65 notiert.

## Rezensionen
Der mäßige Verkaufserfolg des Debütalbums stand im großen Gegensatz zu den Rezensionen der Fachpresse. Pitchfork Media kürte das Interpol-Debütalbum zum Album des Jahres 2002.
Vicky Butscher (laut.de) resümierte über Turn On the Bright Lights:

„Mystisch wie englische Bands vor zwanzig Jahren und düster wie ein helles Leuchten in einer tiefen Straße trifft man mitten in das flammende New Yorker Remake-Herz. Stramm stehende Depressionen schweben über die Leichen des britischen Post-Punk und bleiben dabei rätselhaft an Melodien kleben, während ein Ian-Curtis-Klon stilvoll gebrochen über die Leiden der Zwischenmenschlichkeit singt. Interpols Instrumente streifen dazu durch einen breit angelegten Sound, der durch Daniel Kesslers ideenübersprudelnde Gitarrenarbeit erdrückend groß wird. Perfektion zum Erbrechen, die sich auszahlt, obwohl sie in jeder Sekunde bis ins kleinste Detail durchorganisiert ist, trotzdem aber noch nach Proberaum klingt. Keineswegs überproduziert, nur verdammt genial dargebracht.“

Andreas Borcholte (Spiegel Online) verfasste auf abgehört eine der ersten deutschsprachigen Rezensionen:

„Mit Interpol tritt nun eine weitere Band aus New York City auf den Plan, die ebenfalls der Vergangenheit entrissen worden zu sein scheint. Die vier Amerikaner um Sänger Paul Banks haben sich auf ihrem grandiosen Debüt-Album ganz dem New-Wave-Sound der frühen Achtziger verschrieben und klingen dementsprechend, als wären sie eher Mancunians als Nuyoricans. Auf ‘Turn on The Bright Lights’ passiert also alles andere als das. Stattdessen fahnden Interpol düster, depressiv und fiebrig nach Vorbildern wie Joy Division und frühen Cure, geben sich zeitweise gar so ‘doomy’ wie die vergessenen Fields of the Nephilim. Ebenso abgründig geht es in den Texten zu, wo Banks mit dräuender, manchmal klagender Stimme zumeist über Drogen und Existenzängste fabuliert. Ein nahezu perfekter Soundtrack für Streifzüge mit kajalverschmierten Augen durch graue Ostblock-Städte.“

Das Album gilt als Indie-Rock-Klassiker.

## Auszeichnungen und Platzierungen
- Platz 1 – Pitchfork Media: Top 50 Album des Jahres 2002[16]
- Platz 3 – Pitchfork: Top 100 Album der Jahre 2000–2004[17]
- Platz 20 – Pitchfork: Top 200 Album der 2000'[18]
- Platz 5 – Stylus: Top 20 Album von 2002[19]
- Platz 6 – Stylus: Top 50 Album der Jahre 2000–2005[20]
- Platz 13 – Stylus: Top 100 Album der 2000’[21]
- Platz 10 – New Musical Express: Album des Jahres 2002[22]
- Platz 8 – New Musical Express: 10 Top Albums der 2000'[23]
- Platz 59 – 100 beste Alben der Dekade[24]

Am 22. August 2011 erhielt Turn On the Bright Lights in den USA, neun Jahre nach dem Release von der Recording Industry Association of America für 500.000 verkaufte Tonträger die Goldene Schallplatte.
Bereits ein Jahr zuvor, am 14. Mai 2010, erreichte die Platte in Großbritannien den Goldstatus für 100.000 verkaufte Alben.

## Vermischtes
Der Titel Obstacle 1 wurde 2008 als ein Song für das Videospiel Guitar Hero: World Tour ausgewählt. PDA ist als einziger Song von Interpol für das Videospiel Rock Band, Song Pack 2 (Europa-Erstveröffentlichung 17. April 2009) als Spielgrundlage verwendet worden.